# Tvångssyndrom
Tvångssyndrom är en psykiatrisk diagnos. Tillståndet kännetecknas av upprepade ritualer eller tankar. Det internationella namnet är obsessive–compulsive disorder, vanligen förkortat OCD. Obsession eller tvångstankar är obehagliga och ofrivilliga tankar som ger upphov till ångest. Compulsion eller tvångshandlingar är de tankar eller ritualer som den drabbade använder sig av för att slippa denna ångest. Det behöver inte nödvändigtvis finnas någon rationell koppling mellan en tvångstanke och den lindrande tvångshandlingen. Sen forskning har kommit fram till en lättare definition som  - en felsignal när förväntat och praktisk utfall av ett planerat beteende inte överensstämmer.

## Beskrivning
Tvångssyndrom blandas ofta ihop med tvångsmässig personlighetsstörning. Skillnaden är dock att de tvångsmässiga beteendena i den senare är egosyntona, det vill säga att de överensstämmer med individens personlighet och mål. Utförandet av de tvångsmässiga beteendena ger inte personer med tvångsmässig personlighetsstörning något obehag utan anses ofta som nyttiga, exempelvis överdrivet nedtecknande av "att göra"-listor, med förklaringen att de är tidsbesparande. Personer med tvångssyndrom känner däremot ett obehag associerat med sina tvångshandlingar, både då de inte kan utföra dem och kring det upplevda behovet av att utföra dem. Tvångssymptomen är alltså oftast egodystona (i konflikt med individens självbild) hos personer med tvångssyndrom, även om det finns överlapp över tillstånden.
Tvångssyndrom behandlas med både psykoterapi, kognitiv beteendeterapi, psykodynamisk psykoterapi och också med selektiva serotoninåterupptagshämmare (SSRI). Det är oklart om en kombination av dessa behandlingar ger ökad effekt. Medicinering med SSRI har fördelen att det är billigare och kräver mindre engagemang från den drabbades sida, men nackdelarna är de vanliga biverkningarna vid farmakologisk behandling samt den signifikant ökade återfallsrisken vid avbruten medicinering.
Tvångssyndrom är en ångeststörning med en livstidsprevalens på mellan 1 och 2,5 procent. Det är lika vanligt hos män som hos kvinnor. Det är vanligt att personer med obehandlat tvångssyndrom också utvecklar depression. Det finns viss komorbiditet mellan tvångssyndrom och Tourettes syndrom samt mellan tvångssyndrom och generaliserat ångestsyndrom. Prognosen för obehandlat tvångssyndrom är mycket dålig, hos endast tjugo procent försvinner syndromet spontant.
Spelberoende, internetberoende, kärleksberoende, pornografiberoende med mera är inte tvångssyndrom i den diagnostiska meningen, eftersom de skänker personen en viss tillfredsställelse medan de pågår, medan tvångssyndrom uteslutande handlar om att undvika negativa känslor och präglas av rädsla och oro.

### Fem grupperingar
Det går att urskilja fem sorters tvångstankar och medföljande beteenden (ofta visar en drabbad upp flera av dessa):
1. Att se till att andra ej skadas.
2. Att undvika att bli smittad eller smutsig.
3. Att undvika känsla av ofullständighet eller fel.
4. Att ej tänka tabutankar.
5. Att tvångsmässigt samla saker (kan även inkludera sopor).

## Diagnos
Diagnoser definieras av diagnostiska systemet ICD-10 och av den äldre DSM-IV. DSM-IV definierar tvångssyndrom enligt följande kriterier (alla måste vara uppfyllda):
- Tvångstankar, impulser eller fantasier som upplevs som påträngande men härrörande från personen själv och som personen har försökt att upphöra med. Dessutom tvångshandlingar i form av konkreta eller mentala handlingar som personen känner sig tvingad att utföra samt utförs för att minska att någon katastrof ska hända. Handlingarna har inte något tydligt eller rimligt samband till det som de ämnar stoppa.
- Personen måste ha insikt om att tvångstankarna och tvångshandlingarna är orimliga eller överdrivna (detta kriterium gäller inte barn).
- Problemet orsakar ett signifikant lidande och är tidskrävande (tar minst en timme om dagen i anspråk), alternativt stör i betydande grad personens liv.
- Om personen har andra psykiatriska diagnoser så är inte tankarna och beteendena begränsade till denna (till exempel till skuldkänslor vid depression).
- Störningen beror inte på effekter av någon drog eller av någon kroppslig sjukdom.

## Orsaker
Både psykologiska och biologiska orsaker har angetts ligga bakom tvångssyndrom, men åsikterna går isär om vilka faktorer som har störst betydelse. Det är därför viktigt att se till vidare forskning för att få en rättvisande bild.

### Kognitiva uppmärksamhetssyndromet
Hos de med tvång ses ofta ett antagande om att tankar är sanningsbärande. Inom metakognitiv terapi (MKT) kallas detta ett negativt metakognitivt antagande och inom ACT kallas det kognitiv fusion. Det innebär att tankar som kan dyka upp hos alla (exempelvis "tänk om jag skulle gå ut framför bilen") får större fokus av de med negativa metakognitiva antaganden, då de ser det som en faktisk fara. Dessa metakognitioner har visats spela roll vid tvångssyndrom, även när det kontrollerades för faktorer, så som ansvar och perfektionism, två faktorer som tidigare visats ha ett samband med tvång.
Ansvarskänsla har, som nämnts ovan, setts ha ett samband med tvångssyndrom. Därför har ansvarskänslans bidragande till tvångssymtom jämförts med metakognitioners bidragande. Vad studien fann var att det finns ett samband mellan båda bidragande faktorerna och tvångssymtom. Dock försvann kopplingen mellan ansvar och tvångssymtom när metakognitioner och oro kontrollerades för. Sambandet mellan metakognitioner och tvångssymtom påverkades inte när det kontrollerades för både ansvar och oro. Ansvar bidrog inte heller till variansen bland symtomen som förklarades av metakognitioner.

### Intolerans för osäkerhet
En teoretisk förklaring till hur tvångssyndrom uppstår är att de drabbade har en särskilt låg tolerans mot osäkerhet och överskattar sannolikheten för att katastrofer ska inträffa samt att de under barndomen har lärt sig förebygga hotande förändringar genom olika "naivt magiska" beteenden och därmed lindra existentiell ångest i vuxen ålder. Dock försvinner intolerans för osäkerhets förklaringsvärde när man kontrollerar för negativa metakognitiva antaganden.

### Förstärkning
Att patienten utvecklar tvångsbeteenden förklaras inom kognitiva beteendeterapeutiska paradigmet med operant betingning. När patienten väl har börjat få ångestlindring av tvångsbeteendet så menar man att detta beteende förstärks och framstår som alltmer naturligt. Betingning sker på en omedveten nivå och går inte att påverka med förnuftet; det framstår som nödvändigt att utföra ritualerna och tvångshandlingarna för att minska ångesten. Denna förklarings sanningsvärde har dock inte undersökts direkt.
Typiskt vid tvångstankar är att de hålls vid liv på grund av en uppfattning om att de måste bevakas eller på annat sätt hanteras, då de kan vara skadliga eller på annat sätt är bra att förbereda sig för. Till slut går all tid och koncentration åt till att bekämpa dem – att försöka undvika att tänka en viss tanke ökar i själva verket bara sannolikheten för att man ska tänka den oftare.

## Tvångstankar och tvångsbeteenden
Tvångstankar ses som vanliga tankar som vem som helst kan tänka och som dagligen passerar genom alla människors huvuden. Det kan vara tankar på katastrofer som kan inträffa eller förbjudna saker som man skulle kunna göra. Detta kan vara bilder eller ord i huvudet. En del är av vardaglig natur och har förankring i verkligheten (till exempel ”Jag känner mig smutsig”, ”Mitt hus kanske brinner ner idag”, ”Min familj kan dö i en bilolycka”). Det kan vara tankar som uppfattas som förbjudna, till exempel kan en mor tänka tanken att döda sitt barn, en religiös person kan tänka tanken att häda mot Gud och så vidare. Studier visar att sådana här tankar även finns hos friska människor och att innehållet mellan tankarna hos OCD-patienter och friska inte skiljer sig åt över huvud taget. Detta har dock ifrågasatts av senare forskning, då det som skiljer tvångstankarna åt är att de är egodystoniska, de går emot ens verkliga känslor, tankar och viljor, vilket ger upphov till ångest.  Tvångstanken kan också handla om ett beteende, exempelvis ett förbud mot att använda vissa ord. Tvångstanken kanske också är tydligt kopplad till ett visst beteende eller vissa stimuli, exempelvis kan offentliga toaletter ge upphov till tanken att man är smutsig. Personen känner ingen lust att tänka tvångstankarna, tvärtom skulle den vilja slippa dem. Det som skiljer OCD-patienter från friska är att patientgrupper får mycket mer ångest av tankarna och agerar för att minska denna.
Det finns några allvarliga missförstånd om tvångstankar. Tvärtemot vad som då och då tyvärr framförs i massmedier så kan tvångstankar aldrig tvinga en människa att utföra vissa handlingar. Det är helt enkelt inte tvång i den meningen. Däremot kan förstås en våldsverkare skylla på okända saker som "tvångstankar" som inte går att motbevisa. 
Om man någon gång tvångsmässigt skrämmer slag på sig själv med tvångstankar om att man skulle kunna hugga ihjäl en människa, är det således på intet vis någon indikation på vad som kommer att hända - tvärt om. Psykologen Christer L Nordlund skriver att "Enligt mitt förmenande är "tänk-om"-tankar av denna typ den bästa garanti som finns mot att man verkligen skulle göra det man fruktar." Sannolikheten är i värsta fall lika stor som för alla andra människor som inte alls tänker på det. Att tänka på en risk är naturligtvis aldrig skadligt, men kan vara så extremt obehagligt att man börjar tro det.
Klassiskt är att lägga undan en brödkniv som ligger på bordet. Om man i stället låter den ligga kvar så kan man efter ett tag känna hur ångesten minskar, eftersom man märker att man låter kniven ligga fast den finns så nära till hands - man börjar återfå insikten om att man snarare har för mycket än för lite kontroll.
Tvångsbeteenden är det som drabbade gör för att minska ångesten, som tvångstankarna leder till. Beteendet kan vara kopplat till tvångstanken (som vid tvättritualer efter en tanke om att ha blivit smittad av någonting eller när patienter ser efter att spisen är avstängd ett dussin gånger för att huset inte ska brinna ner). Ofta är tvångsbeteendet emellertid helt oberoende av tvångstanken, som när patienten exempelvis räknar olika saker eller tänder och släcker en lampa upprepade gånger. Det är viktigt att notera att tvångsbeteenden också kan vara verbala, exempelvis ramsor som den drabbade läser tyst för sig själv. Tvångsbeteenden kan också vara i form av försäkringar från anhöriga, det vill säga att be någon annan försäkra att den tänkta katastrofen inte kommer att hända. Tvångshandlingar är inte skadliga, tvärt om nyttigheter som överdrivs till uttröttning.
De flesta människor har någon form av tvångstanke eller tvångshandling och lever ändå normala liv utan att störas av detta. De flesta vet inte ens om att de har dessa egenheter förrän någon annan påpekar deras maniska beteende. Ett prov som brukar utföras är experimentet med Non stop-konfekt, där det påstås att det i fler än nio fall av tio går att utläsa någon form av mönster i hur personen äter tabletterna – vissa sparar alltid samma färg till sist medan andra aldrig kan äta samma färg två gånger i rad etcetera.

## Behandling
Behandlingar med flest studier är kognitiv beteendeterapi och medicinering med SSRI-preparat. Kombination av dessa har inte visat sig vara mer effektivt än behandlingarna separat, men används ändå som standard inom vården. Det har inte lyckats klarlägga några prediktiva faktorer som talar för om en viss patient kommer att ha störst nytta av KBT eller SSRI, utan valet avgörs av patientens preferenser. Dock har nyare forskning visat på metakognitioner som bästa prediktor av terapiutfall och att kognitiv förändring inte kan predicera behandlingsutfall när metakognitioner tas med i beräkningen. I extrema fall av tvångssyndrom kan kirurgi tillgripas. Genom att förstöra delar av kopplingarna mellan det limbiska systemet och frontalloberna kan i 25–38 procent av fallen symptomreduktion uppnås. Biverkningarna varierar stort, däribland personlighetsförändringar och för nio procent av patienterna epileptiska anfall. I Sverige opereras årligen ungefär fem personer med dylika operationer. 
Studier i USA och Storbritannien har visat att B-vitaminet inositol har en positiv effekt på tvångssyndrom.

### Behandling med psykoterapi

#### Metakognitiv terapi
Utifrån teorin om att de påträngande tankarna hålls vid liv genom en uppfattning att de är sanningsenliga, farliga och/eller bra att hålla koll på baseras en metakognitiv behandling på att ifrågasätta dessa antaganden för att på så sätt angripa problemet vid grunden.
I en studie med fyra försöksdeltagare som alla fick metakognitiv terapi sågs en signifikant symtomminskning hos samtliga försöksdeltagare. De rapporterade även förbättringar i andra områden än tvångssymtomen. Förbättringarna kvarstod, i stort, även efter 6 månader. Andra studier pekar åt samma håll om att metakognitiv terapi är en effektiv terapi för tvångssyndrom där förbättringarna håller i sig även vid uppföljningen samt att metakognitioner spelar en viktig roll vid tvångssyndrom och att metakognitiv terapi kan vara ett sätt att angripa dessa. Det har även visats på ett samband mellan metakognitiva antaganden och tvångssymtom även när det kontrollerades för icke-metakognitiva faktorer, så som ansvar och perfektionism, två faktorer som tidigare visats ha ett samband med tvång.
Detached mindfulness har jämförts med kognitiv omstrukturering (samt en kontrollgrupp) som hjälp vid inducerad misstro till minnet som är vanligt hos personer med tvångsmässigt kontrollerande. Misstron till minnet inducerades genom att försöksdeltagarna fick utföra en upprepad kontroll-uppgift som har visats skifta informationsbearbetningen från en perceptuell till semantisk nivå, vilket i sin tur leder till ett ökat behov att dubbelkolla samt ökad misstro till minnet. Båda metoderna var bättre än kontrollgruppen och DM hade en förbättrad effekt på att minska misstron till minnet. Resultatet bör tolkas med vetskapen om att försöksdeltagarna ej hade tvångssymtom av klinisk art.
En RCT-studie som jämförde exponering med responsprevention (ERP) och metakognitiv terapi visade att metakognitiv terapi är ett bra alternativ till ERP som vanligtvis används som metod för tvångssyndrom. Det har dock visats att förändring av metakognitiva antaganden ger lägre ångest och tvångssymtom samt att ERP med syfte att ifrågasätta metakognitiva antaganden (beteendeexperiment) gav bättre resultat än ERP med en habitueringsrational. Vikten av metakognitiva antaganden har även bekräftats av en annan studie som även kom fram till förändringar av metakognitiva antaganden var den enda signifikanta prediktorn för symtomminskning när överlappet mellan andra prediktorer kontrollerats för.

#### Kognitiv beteendeterapi
Utifrån den inlärningsteoretiska förklaringen av tvångssyndrom blir behandlingen av tvångssyndrom inte helt olik den för andra ångeststörningar (exempelvis fobier eller posttraumatiskt stressyndrom). Syftet är att få patienten att bryta den kopplingen hjärnan gör mellan att utföra handlingen och att en del av ångesten försvinner, vilket görs genom exponering och så kallad responsprevention. Terapin inleds alltid med kartläggning av patientens tvångstankar och tvångsbeteenden, samt att patienten under en period försöker registrera när och var i vederbörandes liv de förekommer.
Responsprevention är nödvändigt vid exponeringen. Detta innebär att förmå patienten att hindra sig själv från att utföra det ångestlindrande tvångsbeteendet (ritualen). Efter upprepade försök kommer det att bli lättare och lättare att tänka tvångstanken utan att behöva utföra ritualen. Under det tvångsmässiga beteendet gör hjärnan en koppling mellan att utföra tvångshandlingen och dämpning av ångesten, dock är den dämpningen endast tillfällig till dess att tanken och därmed även ångesten återkommer. Genom responsprevention bryts den kopplingen eftersom ångesten till slut försvinner av sig själv, utan att utföra handlingen.
I terapin arbetar man också med att resonera kring att tankar bara är tankar och hur de kan påverka den verkliga världen. I terapin får patienten hemläxor att öva på hemma. De består oftast i att fortsätta exponeringen och responspreventionen hemma. Det är också viktigt med överinlärning, det vill säga att få patienten att utsätta sig för den förbjudna tanken (eller beteendet som ger upphov till den) i mycket högre grad än vad vanliga människor gör. Detta är viktigt för att minska risken för återfall.
Efter intensiv behandling på 15–30 terapisessioner brukar symptomen hos 60–85 procent av patienterna ha minskat så pass mycket att de inte längre uppfyller diagnoskriterierna för tvångssyndrom. I en studie var det endast 64% av personerna som blev bättre av KBT jämfört med metakognitiv terapi. En metaanalys visar att 38-50% svarar på behandling med KBT.
Även internetförmedlad kognitiv beteendeterapi har visat sig vara effektivt vid tvångssyndrom. Internetbehandling för tvångssyndrom finns tillgängligt för personer i hela landet på www.internetpsykiatri.se. 

### Behandling med medicinering
Tvångssyndrom behandlas liksom många andra ångeststörningar med medicin som ökar aktiviteten i hjärnans serotoninsystem. Effekten som Selektiva serotoninåterupptagshämmare (SSRI) har på tvångssyndrom visats vara måttlig (d = 0.46) i en metaanalys från 2003. En effektstorlek på 0,46 innebär att av de som får behandling blir ca 68% bättre än kontrollgruppen. 
Fördelen med SSRI är att behandlingen kräver mindre engagemang av patienten som slipper den intensiva terapin med bitvis obehagliga exponeringar. Nackdelen med farmakologisk behandling är att den oftast blir livslång eftersom de allra flesta patienter återfaller vid avbrott i behandlingen. Detta kan förklaras med att SSRI inte påverkar de mekanismer som vidmakthåller tvångssyndromet. Detta är särskilt relevant för kvinnor i fertil ålder då medicineringen ofta måste avbrytas vid graviditeter. Till detta kommer de vanliga biverkningarna av SSRI: nedsatt sexuell förmåga, illamående och viktuppgång eller viktnedgång.
Behandling med fluvoxamin har i en studie jämförts med behandling med metakognitiv terapi samt kombinationen av båda. Endast metakognitiv terapi och kombinationen av denna och flovexin gav signifikanta förbättringar av subjektiv distress (det fanns ingen signifikant skillnad mellan resultaten av endast metakognitiv terapi jämfört med kombinationen). Även positiva antaganden om oro, negativa antaganden om oro, behov av tankekontroll minskade signifikant. 

### Behandling med kirurgi
Se också Psykokirurgi
I extrema fall där den drabbade patientens symptom är terapiresistenta och där minst två på följande behandlingar inte fungerat kan kirurgi tillämpas för att mildra symptomen. De mest använda metoderna är kapsulotomi (som innebär att man förstör en del av patientens hjärnvävnad) och deep brain stimulation (DBS). Mellan år 1970 och 2000 utfördes 204 kirurgiska ingrepp i Sverige mot tvångssyndrom. Socialstyrelsen avråder idag helt från att använda kapsulotomi mot tvångssyndrom på grund av risken för svåra biverkningar. Internationellt används dock metoden fortfarande. Deep brain stimulation, också kallad DBS, är en mer modern metod som utvecklats på senare år och anses generellt ge mindre biverkningar än kapsulotomi eftersom hjärnvävnad inte förstörs vid ingreppet. DBS innebär att en pacemaker opereras in i kroppen och som sedan stimulerar vissa hjärnområden med elektrisk ström. Tanken med ingreppet är att "lugna ner" sjukligt överaktiva hjärnområden.
De kirurgiska behandlingarna har visat störst effekt konkomitant med KBT då tidigare terapiresistent OCD börjar få effekt när de djupa strukturerna av hjärnan stimuleras. Även i de fallen där det kirurgiska ingreppet inte fått någon effekt har patienter beskrivit en minskad nivå av ångest vilket troligtvis beror på stimulering av nAC

## Kända personer som haft eller har tvångssyndrom
- Natalie Appleton[31]
- David Beckham [31]
- Olof Buckard[32]
- Leonardo DiCaprio[31]
- Paul Gascoigne[31]
- Georges St. Pierre
- Howard Hughes
- Joey Ramone